# Лазарев, Феликс Васильевич
Феликс Васильевич Лазарев (род. 23 декабря 1938, Улан-Удэ) — советский, украинский и российский философ

. Доктор философских наук (1986), профессор (1989). Основатель методологии интервального подхода. Автор учебников по философии.

## Биография
Родился 23 декабря 1938 года в Улан-Удэ в Бурятии.
Окончил философский факультет Московского государственного университета в 1961 году. Работал ассистентом в Ташкентском институте инженеров железнодорожного транспорта в 1961—1963 годах. Обучался в 1963—1966 годах в аспирантуре Института философии Академии наук СССР. В 1966 году в специализированном совете при Институте философии АН СССР защитил кандидатскую диссертацию «Принцип объективности и проблема точности в естественно-научном знании» (научный руководитель — д. филос. н. Ф. Т. Архипцев). Преподавал на кафедре философии Калужского филиала Московского высшего технического училища им. Н. Э. Баумана в 1966—1974 годах, ассистент, доцент. Обучался в докторантуре при МГУ в 1972—1974 годах. С 1974 по 1980 год преподавал в Симферопольском государственном университете им. М. В. Фрунзе. В 1980—1984 годах — заведующий кафедрой философии Севастопольского приборостроительного института. Защитил докторскую диссертацию на тему «Гносеологический анализ оснований естественно-научного знания» в Институте философии Академии наук Украины в 1985 году, доктор наук (1986), профессор (1989). В 1986—1989 годах преподавал философию и методологию науки в вузах Братиславы (Словакия). В 1985—2009 годах — заведующий кафедры философии СГУ им. М. В. Фрунзе (с 1999 года Таврического национального университета имени В. И. Вернадского), с 2009 года — профессор кафедры социологии и социальной философии. Академик Крымской академии наук (1992).
После Аннексии Крыма Российской Федерацией в 2014 году принял российское гражданство, работает профессором кафедры философии естественно-научного профиля Таврической академии Крымского федерального университета имени В. И. Вернадского.

## Научная деятельность
Научные интересы: методология науки, эпистемология, философия культуры, философская антропология, метафизика. Основатель интервального подхода (методология многомерного постижения естественной и социальной реальности).

### Избранная библиография[6]
- Учебное пособие «Философия» Симферополь (1999);
- учебник «История философии» Симферополь (2003);
- Точность, истина и рост знания. Москва, 1988;
- Современная эпистемология: дух и проблемы. Симферополь., 1999 (в соавт.);
- Многомерный человек. Введение в интервальную антропологии. Симферополь., 2001; Москва, 2010 (в соавт.);
- Славянское древо. Книга судеб. Симферополь., 2003;
- Разум и мудрость в горизонте новой культурной парадигмы. Симферополь, 2004;
- Оправдание мудрости. Симферополь, 2011 (в соавт.);
- Психосоматическая антропология. К .; Симферополь, 2012 (в соавт.)

### Участие в научных конференциях[2]
- Международный симпозиум «Человек и христианское мировоззрение». Симферополь 1995, 1996, 1997, 1998, 1999, 2000, 2001, 2002, 2003, 2004, 2005, 2006, 2007, 2008.
- 3-й интервальный симпозиум. Симферополь, 1999, ноябрь.
- Духовность и новое мышление. Симферополь, СГУ,1990, апрель.
- 2-й интервальный симпозиум. Севастополь, 1982, сентябрь.
- 1-й интервальный симпозиум. Коктебель, 1979, август.
- Х Международный гегелевский конгресс. Москва, 1974.
- XV Международный философский конгресс. Варна, 1973.
- IV Международный конгресс по логике, методологии и философии науки. Бухарест, 1971.
- VIII Международный конгресс по логике, методологии и философии науки. Москва, 17-22 августа 1987.
- XVI Международный философский конгресс. Дюссельдорф, 1978.

## Награды и звания
- Серебряная медаль Высшей экономической школы Братиславы (Словакия)
- Почётная медаль им. Леонардо да Винчи[3]
- Почётная грамота Совета министров Автономной Республики Крым (2000)[7]
- Заслуженный работник культуры Автономной Республики Крым (2002)
- Лауреат премии имени В. И. Вернадского (2002)[4]
- Почётная грамота Совета министров Автономной Республики Крым (2008)[8]
- Почётная грамота Президиума Верховной Рады Автономной Республики Крым (2013)[9]
- Звание «Почётный профессор Таврического национального университета им. В. И. Вернадского»[3]
- Орден «За верность долгу» (Республика Крым, 2018)[10]
- Государственная премия Республики Крым за 2020 год[11]